# 丘特马尔普尔
丘特马尔普尔（Chhutmalpur），是印度北方邦Saharanpur县的一个城镇。总人口10300（2001年）。

## 人口
该地2001年总人口10300人，其中男性5463人，女性4837人；0—6岁人口1720人，其中男1013人，女707人；识字率66.41%，其中男性为71.70%，女性为60.43%。